# اسوتلانا روماشینا
اسوتلانا روماشینا (به روسی: Светлана Ромашина - Svetlana Romashina) ورزشکار زن رشتهٔ شنای موزون اهل کشور روسیه است. وی در بین سال‌های ‎۲۰۰۸ تا ۲۰۱۲ میلادی در مسابقات بازی‌های المپیک تابستانی در مجموع ۳ مدال طلا را کسب کرد.